# Galyasné Dósa Katalin
Galyasné Dósa Katalin (Eger, 1978. szeptember 6. –) magyar szociálpolitikus, a Kis Bocs Baba-Mama Közhasznú Egyesület elnöke. Szihalom község Polgármestere. Közéleti és szociális tevékenysége során kiemelt figyelmet fordít a hátrányos helyzetű gyermekek és családok támogatására, valamint a helyi közösség erősítésére.

## Tanulmányai
Tanulmányait a Debreceni Egyetem Hajdúböszörményi Wargha István Pedagógiai Főiskolai Karán kezdte, ahol szociálpedagógusként végzett. Később az Eötvös Loránd Tudományegyetem Bölcsészettudományi Karán szociálpolitikusi képesítést szerzett. Tanulmányait tovább gazdagította ellátottjogi képviselői és EU-s projekttervezői képesítésekkel, amelyek lehetővé tették számára, hogy hatékonyan irányítsa a különböző szociális és közösségi projekteket.

## A Kis Bocs Baba-Mama Közhasznú Egyesület
2006-ban alapította meg a Kis Bocs Baba-Mama Közhasznú Egyesületet, amelynek célja a hátrányos helyzetű gyermekek, szülők és családok támogatása, különös tekintettel a Heves vármegyei települések lakóira. Az egyesület számos programot és kezdeményezést indított el, többek között:
- Családokért díjak és elismerések szervezése,
- Közösségépítő események lebonyolítása,
- Támogatási programok a rászoruló családok részére.

Az egyesület munkáját több alkalommal is elismerték, különös figyelmet kapva a szociális szférában nyújtott kiemelkedő teljesítményéért.

## Polgármesteri tevékenysége
2024 október 1-jén megválasztották Szihalom község polgármesterévé. Polgármesterként célul tűzte ki a helyi közösség fejlesztését, a település infrastrukturális modernizációját, valamint a lakosság életszínvonalának növelését. Az ő vezetése alatt számos közösségi esemény és fejlesztési projekt indult el, amelyek erősítették Szihalom közösségi kohézióját és kulturális életét.

## Elismerései
Munkásságát és közösségért végzett tevékenységét több rangos elismeréssel jutalmazták:
- Szihalom díszpolgára (2024): A község iránti elkötelezettségéért és a helyi közösségért végzett kiemelkedő munkájáért kapta meg ezt a címet.
- Heves Vármegye Családokért Díja: Az általa vezetett Kis Bocs Baba-Mama Közhasznú Egyesület tevékenysége révén, mely a családok támogatását és közösségépítést helyezte előtérbe.[4]
- Közösségért díj: Elismerés a helyi közösség érdekében végzett közösségépítő és szociális tevékenységeiért.[pontosabban?]
- Innovációs díj: Az egyesület által indított innovatív kezdeményezések és programok elismeréséért.[pontosabban?]

## Magánélete
Galyasné Dósa Katalin Szihalmon él.